# Грансе, Жак Руксель
Жак Руксель (фр. Jacques Rouxel; 3 июля 1603 — 20 ноября 1680, Париж), граф де Грансе, барон де Медави— французский военачальник, маршал Франции.

## Биография
Сын генерала Пьера де Рукселя, барона де Медави, графа де Грансе, генерального наместника в Нормандии, и Шарлотты де Отмер, графини де Грансе, внук маршала Фервака.
Предназначался к духовной карьере, но предпочел военную службу и в 1616 году получил роту шеволежеров. Губернатор Аржантана (1618). В 1620 году в ходе гражданской войны участвовал в осаде Канского замка и штурме укреплений сторонников Марии Медичи в Пон-де-Се. В следующем году участвовал во взятии Сен-Жан-д’Анжели, Клерака, осаде Монтобана и подчинении Монёра.
В 1622 году участвовал в бою у острова Ре и осадах Руайяна, Негрепелиса, Сент-Антонена и Монпелье, в 1627—1628 годах в осаде Ла-Рошели, в 1629-м в штурме Сузы, взятии Прива и Алеса.
Кампмейстер пехотного полка своего имени (позднее Бриквиля) (3.02.1630). Был направлен в Пьемонт, участвовал во втором деблокировании Казале, в 1632 году в осаде Трира, следующие два года продолжал службу в Германии. После вступления Франции в Тридцатилетнюю войну сражался в битве при Авене (20.05.1635).
В 1636 году участвовал в бою под Ивуа и был ранен при осаде Саверна, сдавшегося 14 июля. Кампмаршал (17.10.1636), в том же году стал губернатором Монбельяра и Базельского епископства.
Заставил генерала Мерси снять осаду Эрикура, обложил Сент-Юрсен и вел его обстрел на виду у полевой армии противника. Город пал через несколько дней; жители и гарнизон отступили в замок, но Грансе заставил их капитулировать. Снял осаду Сент-Ипполита, где у него была разбита голень. 19 мая того же года с шестьюдесятью конными и двумястами мушкетерами устроил засаду в лесу под Лиллем, поутру отправив пятнадцать всадников угонять скот в соседних деревнях. По тревоге из города выступили восемьдесят всадников и двести пятьдесят мушкетеров. Кавалеристы Грансе обратились в притворное бегство, выведя преследователей к засаде. В ходе стычки было уничтожено две трети солдат противника, граф потерял всего десяток человек убитыми, но имел много раненых.
В 1639 году служил в армии маркиза де Фёкьера. Во время битвы под Тьонвилем 7 июня безуспешно пытался собрать кавалерию, лично убил нескольких беглецов, но не смог заставить части вернуться в бой. Покинутый войсками, ретировался в Мец. Разгневанный этой неудачей, кардинал Ришельё обвинил графа де Грансе в трусости и бегстве кавалерии с поля боя и отправил его вместе с маркизом де Праленом в Бастилию.
Кампмаршал в армии короля под командованием маршала Шатийона, выдержал сильный обстрел при обороне Аррасских линий 2 августа 1640.
В 1641 году командовал отдельным корпусом из состава армии короля, возглавлявшейся маршалами Шатийоном и Брезе; выступил с пятью тысячами пехоты, двумя тысячами кавалерии и четырьмя орудиями в район Седана в Лотарингию. Атаковал и заставил сдаться  Бар-ле-Дюк, примеру которого последовали Понт-а-Муссон, Сен-Мишель, Линьи и Гондрекур. Нёшато также сдался, но его замок капитулировал лишь после жестокого боя. Ядро снесло голову лошади графа де Грансе, сам граф свалился на землю и был ранен. Выступив к Миркуру, по пути подчинил город Терноль. Миркур сдался после прибытия графа дю Алье, принявшего командование корпусом. 28-го был взят Эпиналь, затем Алье отбыл в Нанси, а Грансе овладел Шате и его замком. Осаду Дьёза пришлось снять, так как неприятель открыл шлюзы и затопил долину и осадный лагерь. Алье вновь соединился с Грансе и в сентябре они взяли Жавель с его замком. Затем Алье снова вернулся в Нанси, а Руксель овладел в Лотарингии и соседнем Франш-Конте крепостями Маньи, Сен-Реми, Мангёвель, Фоверне, который был взят с помощью эскалады, Шовире, Шанмиль, Сокур, Боже, Марсе, Вилервод, Петокур, Мон, Артофонтен, Ре, Се и Шемийи.
27 января 1642 сформировал кавалерийский полк. В том же году выступил во главе трех тысяч пехоты и четырехсот конных против частей бургундского губернатора барона де Се, 19 сентября нанес им поражение у замка Ре на Соне, убив двести пятьдесят человек и захватив орудия и обоз. В этом деле был ранен выстрелом из пистолета в лодыжку и вынужден отправиться на лечение в Лангр.
В мае 1643 сражался в войсках герцога Энгиенского в битве при Рокруа, затем участвовал в осаде Тьонвиля, сдавшегося 10 августа. В следующем году под командованием герцога Орлеанского участвовал во взятии Гравелина, где 30 июля был назначен губернатором. В феврале 1645 отказался от полка; оставался в Тьонвиле во время кампаний 1645—1646 годов.
27 ноября 1646 произведен в генерал-лейтенанты армий короля и назначен командовать войсками в Приморской Фландрии под началом маршала Ранцау. Оставался там до начала 1649 года; 30 января 1649 был переведен в Нормандию под командование графа д'Аркура, 18 мая был направлен с Аркуром в Нидерланды, где 25 августа участвовал во взятии Конде.
Во время Фронды в 1649 году ксаствовал в блокаде Парижа и руководил взятием Бри-Конт-Робера, а с 29 января 1650 служил в Нормандской армии графа д'Аркура, 13 февраля сформировал кавалерийский полк на основе пяти рот, взятых из полка Шамбуа. 12 августа получил командование в Нижней Нормандии.
6 января 1651 в Париже был назначен маршалом Франции.
Приказом от 5 июня 1653 был назначен командующим Итальянской армией; в августе передал свой пехотный полк сыну. 23 сентября атаковал маркиза де Карасену на переправе через Танаро у Рокетты и бился с ним до заката с равными потерями. Затем взял замок Карпиньяно, что облегчило французам размещение на зимних квартирах в Миланском герцогстве. 25 февраля 1654 сформировал новый кавалерийский полк, от которого отказался 9 апреля следующего года. В кампанию 1654 года держался в обороне; убил триста человек из частей маркиза Карасены в бою под Бормией.
22 марта 1656 назначен губернатором Тьонвиля. 31 декабря 1661 был пожалован Людовиком XIV в рыцари орденов короля. Оставил службу и умер в Париже. Был погребен в монастыре капуцинов.

## Семья
1-я жена (контракт 12.02.1624): Катрин де Монши (ок. 1603—1638), дочь Жоржа де Монши, сеньора д'Окенкура, великого прево Франции, и Клод де Монши, дамы д'Энкёссан
Дети:
- Пьер (27.02.1626—20.05.1704), граф де Грансе.
- Жорж (р. 4.04.1627), мальтийский рыцарь (1646), командовал галерами в войнах с турками
- Франсуа (ум. в 4 месяца) и Жак (ум. в 6 лет), мальтийский рыцарь
- Франсуа-Бенедикт (ум. 9.09.1679), маркиз де Грансе. Губернатор Аржантана, шеф эскадры, генерал-лейтенант морских армий. Жена (25.01.1673): Жанна-Эме де Рабоданж
- Франсуа (ум. ребенком), называемый шевалье де Грансе
- Мари-Луиза (1625—1674), наследовала своей тетке Луизе Руксель как аббатиса Альменеша
- Мари-Франсуаза (р. 1630), аббатиса Винья после своей тетки Анн Руксель, затем аббатиса Ла-Соссе
- Мари-Бернарда (1632—1704), аббатиса Сен-Никола-де-Вернёя после своей тетки Гийоны Руксель

2-я жена: Шарлотта де Морне (ок. 1620—1694), дочь Пьера де Морне, сеньора де Вилларсо, и Анн Оливье де Лёвиль
Дети:
- Клод и Мишель (ум. детьми)
- Ардуэн, называемый аббатом де Грансе. Доктор Сорбонны и римской Сапиенцы, аббат Релека, Буа-Жанси, Прёйи, Сен-Бенуа-сюр-Луара, старший капеллан герцога Орлеанского и его сына, которого сопровождал на войне с Савойей. Был ранен в бою на Туринских линиях 7 сентября 1706 и умер на следующий день в Пиньероле
- Жак (1659—29.12.1667), мальтийский рыцарь
- Антуан (ум. ребенком)
- Мари-Анн-Шарлотта (ум. в колыбели)
- Мари-Луиза (1648—9.05.1728). После смерти матери была воспитательницей Элизабет-Шарлотты Орлеанской, затем герцога Луи Орлеанского и его сестер. Муж (11.11.1665): Жак Руксель, граф де Маре и де Клермон, приходился ей двоюродным братом
- Мари-Мадлен (1649—6.01.1727), аббатиса Альменеша (1674)
- Мари-Анн, аббатиса в Парк-о-Дам
- Луиза-Элизабет (1653—26.11.1711), называемая мадам де Грансе, камерфрейлина королевы Испании Марии-Луизы Орлеанской
- Мари-Шарлотта (ум. 1717), приоресса аббатства Гомерфонтен, аббатиса Сент-Антуана в Париже
- Маргерит-Шарлотта (ум. 1723), аббатиса в Парк-о-Дам после своей сестры
- Мари-Франсуаза (ум. 1692), приоресса в Ла-Соссе под Парижем, аббатиса Сен-Манде